# Cao Quảng
Cao Quảng là một xã thuộc huyện Tuyên Hóa, tỉnh Quảng Bình, Việt Nam.
Xã Cao Quảng có diện tích 114,41 km², dân số năm 2019 là 2.618 người, mật độ dân số đạt 23 người/km².